# Wellington Aparecido Martins
Wellington Aparecido Martins (São Paulo, 28 januari 1991) is een Braziliaans voetballer die bij voorkeur als defensieve middenvelder speelt. Hij stroomde in 2008 door vanuit de jeugd van São Paulo.

## Clubcarrière
Wellington is geboren in São Paulo en sloot zich aan bij de grootste club uit de stad, São Paulo FC. In 2008 debuteerde hij in de Série A.